# Їтка Ландова
Їтка Ландова (чеськ. Jitka Landová) — чеська біатлоністка, бронзова призерка Олімпійських ігор 2014 року в Сочі.
Бронзову олімпійську медаль Ландова виборола в естафеті 4х6 км в складі чеської жіночої команди. Збірна Чехії фінішувала 4-ю після України, Росії та Норвегії, але піднялася на 3-є місце після дискваліфікації російської команди, у якій Ольгу Вілухіну та Яну Романову було звинувачено в порушенні допінгового режиму. 

## Статистика кубка світу
У таблиці наведено статистику виступів біатлоніста в Кубку світу.
- Місця 1–3: кількість подіумів
- Чільна 10: кількість фінішів у першій десятці
- В очках: кількість виступів, на яких біатлоніст здобував очки
- Старти: кількість стартів
- Естафета: включно зі змішаною

| Місця                        | Індивід. | Спринт | Персьют | Мас-старт | Естафета | Разом |
| ---------------------------- | -------- | ------ | ------- | --------- | -------- | ----- |
| 1                            |          |        |         |           | 3        | 3     |
| 2                            |          |        |         |           | 1        | 1     |
| 3                            |          |        |         |           | 2        | 2     |
| Чільна 10                    |          | 1      |         |           | 12       | 13    |
| В очках                      | 2        | 8      | 5       | 1         | 14       | 30    |
| Стартів                      | 9        | 30     | 13      | 1         | 14       | 67    |
| Станом на: На кінець кар'єри |          |        |         |           |          |       |